# ويليام كفيست
ويليام كفيست يورغينسين (بالدنماركية: William Kvist)‏ (مواليد 24 فبراير 1985 في روند) لاعب كرة قدم دنماركي يلعب حاليا لصالح نادي كوبنهاغن الدنماركي . .

## مسيرته الكروية

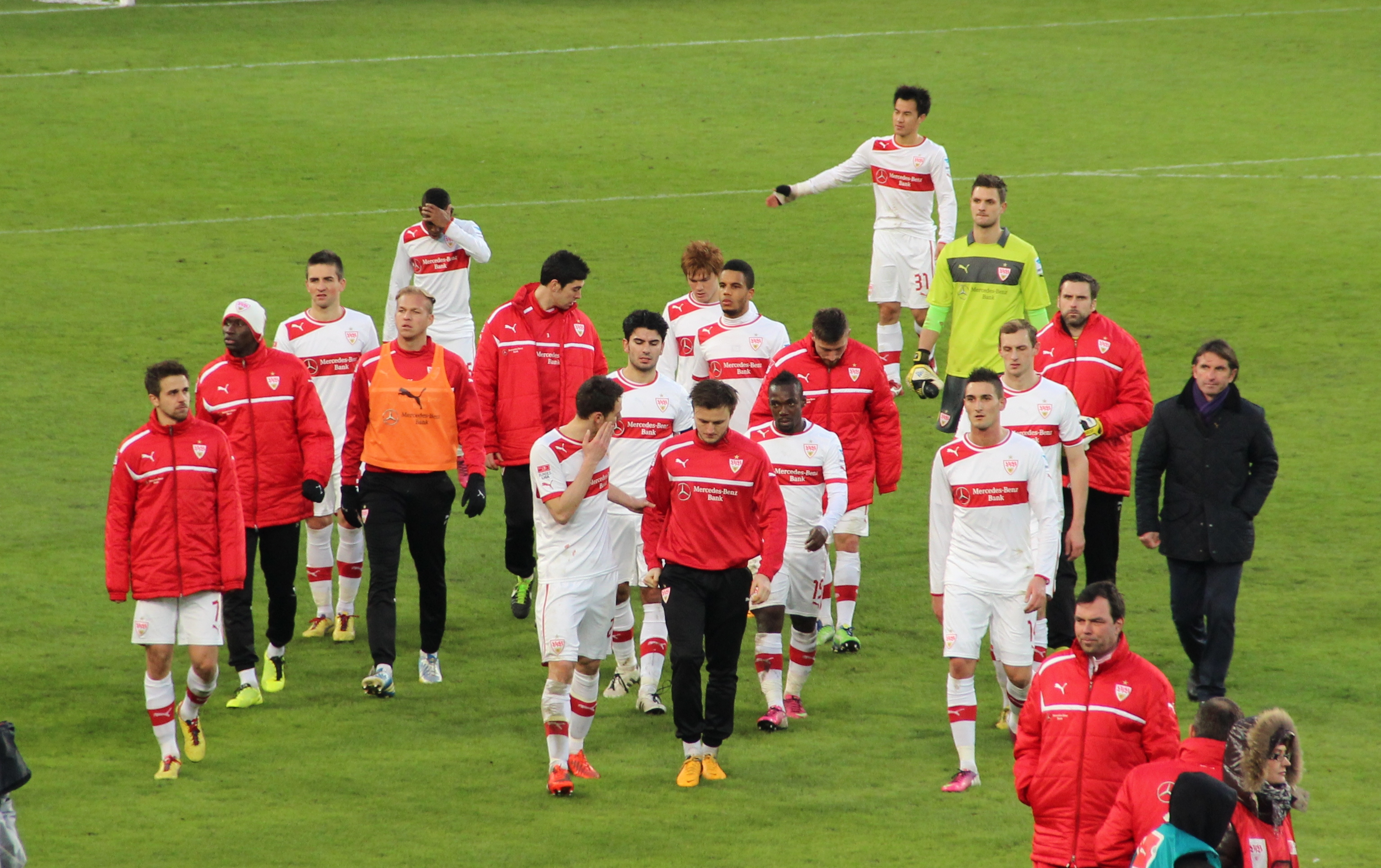
فريق في إف بي بعد مباراة الدوري الألماني بين في إف بي شتوتغارت ضد فيردر بريمن في 9 فبراير 2013

لعب ويليام كفيست خلال مسيرته الاحترافية مع 4 أندية في ستة عشر موسمًا وسجل خلالها 9 أهداف ضمن 386 مباراة. حيث فاز في ثلاثة مواسم بالكأس وفي ثمانية مواسم بالدوري.
خاض ويليام كفيست مسيرته مع نادي كوبنهاغن في موسم 2004–05 في المرة الأولى ليلعب معه سبعة مواسم ثم في موسم 2015–16 ليلعب معه أربعة مواسم، مشاركًا طوالها في 284 مباراة سجل خلالها 9 أهداف. ثم انتقل إلى نادي شتوتغارت في موسم 2011–12 واستمر معه طيلة ثلاثة مواسم، حيث شارك في 68 مباراة ولم يسجل أي هدف. لينتقل بعدها إلى نادي فولهام في موسم 2013–14 لمدة موسم واحد، مشاركًا في 8 مباريات ولم يسجل أي هدف أيضًا. ثم انتقل إلى نادي ويغان أتلتيك في موسم 2014–15 لمدة موسم واحد، مشاركًا في 26 مباراة ولم يسجل أي هدف أيضًا.

## روابط خارجية
- ويليام كفيست على موقع الاتحاد الدولي (مؤرشف)  (الإنجليزية)
- ويليام كفيست على موقع الاتحاد الأوربي (الإنجليزية)
- ويليام كفيست على موقع قاعدة بيانات كرة القدم.إي يو (الإنجليزية)
- ويليام كفيست على موقع بيانات كرة القدم. دي إي (الألمانية)
- ويليام كفيست على موقع ناشيونال فوتبول تيمز (الإنجليزية)
- ويليام كفيست على موقع Soccerbase.com (لاعب) (الإنجليزية)
- ويليام كفيست على موقع Soccerway.com (الإنجليزية)
- ويليام كفيست على موقع عالم كرة القدم.نت (الإنجليزية)
- ويليام كفيست على موقع كووورة
- ويليام كفيست على موقع AS.com (الإسبانية)